# Calf of Eday
Calf of Eday är en ö i ögruppen Orkneyöarna, belägen nordöst om Eday. Mellan 1600-talet och 1800-talet fanns ett saltverk på ön, som det finns ruiner kvar av.
Ön är även hem för cirka 30 fågelarter och ett fyrtorn.